# Leptarctia
Leptarctia é um género de traça pertencente à família Arctiidae.